# Пинакотека Амброзиана
Пинакоте́ка Амброзиа́на (итал. Pinacoteca Ambrosiana) — художественный музей в Милане (Италия), основанный в 1618 году. Пинакотека названа в честь святого Амвросия Медиоланского, покровителя Милана. Палаццо дель Амброзиана, названная в честь святого, вмещает и музей, и Амброзианскую библиотеку, в управлении которой находится музей.

## История
История музея начинается с кардинала Федерико Борромео (1564—1631), архиепископа Миланского, который в 1618 году передал Амброзианской библиотеке своё частное собрание из более чем 250 картин, скульптур и рисунков известных ломбардийских, римских и венецианских художников. В соответствии с пожеланиями кардинала коллекция должна была служить художественному обучению молодых художников в художественной школе «Accademia Ambrosiana», которую он открыл через три года.
Первым директором Академии и её художественного собрания стал художник, скульптор и архитектор Джованни Баттиста Креспи (известный как Иль Черано, 1573—1632), чьими учениками были Даниэле Креспи (1597—1630), Джулио Чезаре Прокаччини (1574—1625), Пьер Франческо Маццукелли (известный как Il Morazzone; 1573—1626) и Карло Франческо Нуволоне (1609—1662).

## Коллекция музея
Сегодня собрание музея экспонируется в 24 залах и включает работы мастеров с 14-го до начала 20-го века. Пять залов вмещают работы из коллекции кардинала Борромео.
Остальное собрание также состоит преимущественно из дарений частных коллекционеров; здесь и единственный, сохранившийся картон для «Афинской школы» Рафаэля, гипсовые слепки Лаокоона и «Пьета» Микеланджело из собрания скульптора Леоне Леони (1509—1590), а также картины Сандро Боттичелли, Брамантино, Франческо Айец, Джандоменико Тьеполо и Тициана.
Наиболее популярными картинами пинакотеки являются «Портрет музыканта» Леонардо да Винчи и «Корзина с фруктами» Караваджо.
С исторической точки зрения интересно собрание рабочих копий известных картин, которые были подарены Федерико Борромео в учебных целях, например свиток с копией «Тайной вечери» Леонардо да Винчи. Оригинал этой работы - всемирно известная фреска 1498 года в трапезной доминиканского монастыря Санта-Мария-делле-Грацие в Милане уже с начала 17-го столетия находилась в плохом состоянии.